# Delia Larkin

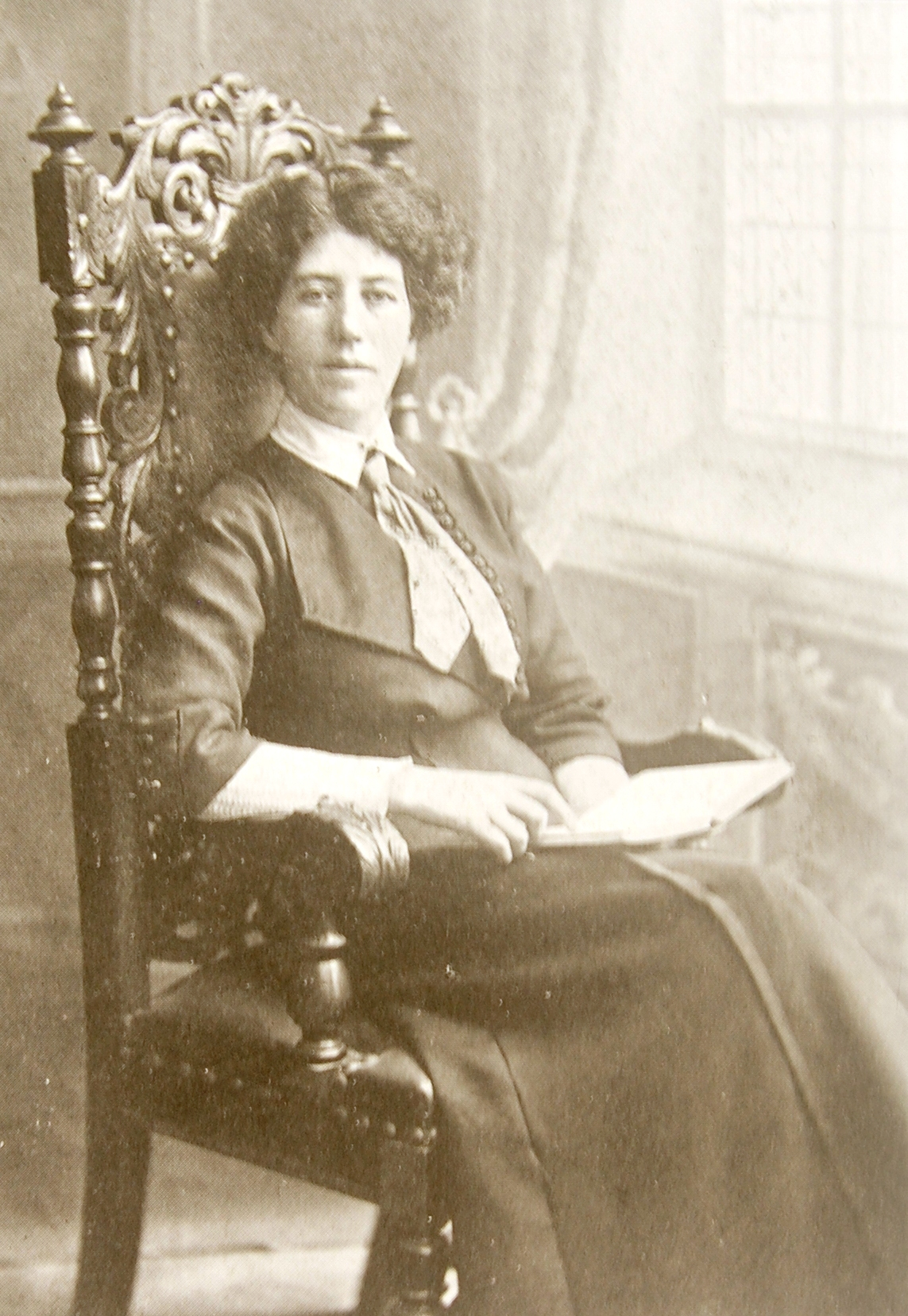
Delia Larkin, Fotografie, 1914

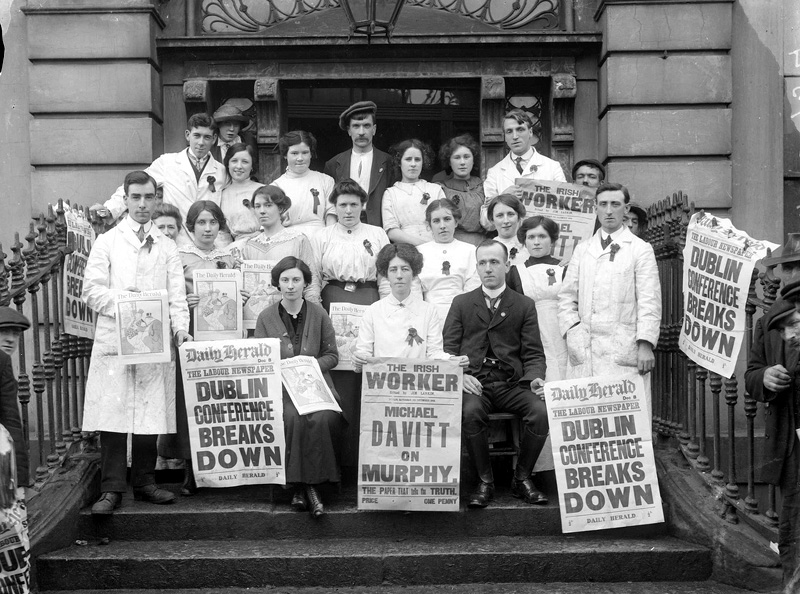
Delia Larkin (vorne Mitte) mit Arbeiterinnen, Liberty Hall, 1913

Delia Larkin (* 27. Februar 1878 im Toxteth Park District, Liverpool; † 26. Oktober 1949 in Ballsbridge, Dublin) war eine irisch-stämmige, britische Gewerkschaftlerin und Journalistin. Die Aktivitäten ihres Bruders James Larkin veranlassten sie, ebenfalls nach Irland zu gehen, und sie war während des Dublin Lockout 1913 sehr aktiv. Sie war in der irischen Gewerkschaftsarbeit aktiv und war Gründungssekretärin der Irish Women Workers′ Union.

## Leben
Delia Larkin wurde als jüngste von drei Söhnen und drei Töchtern von James Larkin, einem Monteur in einem Ingenieurbüro, und Mary Ann Larkin (geborene McNulty), die aus dem County Down stammten. Larkin besuchte die Grundschule in der Chipping Street, bevor 1887 der frühe Tod ihres Vaters und die dadurch bedingte Armut der Familie sie dazu zwangen, in einem Krankenhaus zu arbeiten. Larkin soll sich früh für Literatur und Politik interessiert haben, zweifellos beeinflusst durch die Aktivitäten ihres Bruders James. Im Jahr 1907 zog sie nach Rostrevor, County Down, in der Nähe des ursprünglichen Gehöfts der Familie Larkin, und leitete dort eine Zeit lang ein Hotel, bevor sie 1911 zu ihrem Bruder James und dessen Familie nach Dublin zog. Möglicherweise arbeitete sie für kurze Zeit als Lehrerin.
Larkin engagierte sich erstmals im Sommer 1911 in der irischen Gewerkschaftsbewegung und in deren Zentrum, der Liberty Hall. Mit ihrer Hilfe gründete James Larkin die Women Workers′ Union, deren erste Generalsekretärin Larkin wurde.
Bis sie 1914 von den Behörden verboten wurde, schrieb Larkin eine wöchentliche Kolumne namens Women workers für die von ihrem Bruder gegründete Zeitung The Irish Worker and People's Advocate, die einen klassenkämpferischen Ansatz und die scharfe Anprangerung unfairer Arbeitgeber und politischer Gegner James Larkins pflegte.
Anfang 1913 erzielte James Larkin einige bemerkenswerte Erfolge in Arbeitskämpfen in Dublin, bei denen er häufig zu Sympathiestreiks und dem Boykott von Waren aufrief. Zwei große Arbeitgeber, Guinness und die Dublin United Tramway Company, waren die Hauptziele von Larkins Organisierungsbestrebungen. In beiden Unternehmen gab es Gewerkschaften für Facharbeiter, aber das Hauptziel war es, auch die ungelernten Arbeiter gewerkschaftlich zu organisieren. Der daraus resultierende Arbeitskampf war der schwerste in der Geschichte Irlands. Als James Larkin nach England ging, um Unterstützung zu suchen, übernahm Delia Larkin die Leitung in Liberty Hall. Zusammen mit Constance Markiewicz leitete sie die Organisation der Verpflegung der Gewerkschaftsmitglieder und ihrer Angehörigen während der Aussperrung, die als der Dublin Lockout bekannt wurde.
1912 gründete sie den Irish Workers' Choir und richtete in der Liberty Hall Tanz-, Theater- und Irischkurse ein. In diesem Jahr rief sie auch die Irish Workers' Dramatic Society ins Leben. Im Jahr 1914 wurde Larkin jedoch von Isabella Augusta Gregory mit einer Klage bedroht, weil sie ihr Stück The Workhouse Ward ohne Genehmigung verwendet hatte. Larkin hatte gehofft, mit dem Stück Geld zu sammeln, um den Opfern der Aussperrung zu helfen.
Sie verließ Irland Anfang 1916 als, getrieben auch durch die Übersiedlung ihres Bruders nach Amerika nach Ende der Aussperrung und bis 1923, ihr vor Ort die Basis für politische Arbeit wegbrach, um als Krankenschwester in England zu arbeiten. Sie kehrte erst 1918 und damit nach dem Osteraufstand zurück. Nach Konflikten innerhalb der Irish Transport and General Workers’ Union über den Kommunismus half sie ihrem Bruder 1924 bei der Gründung der pro-kommunistischen und pro-sowjetischen Abspaltung der Workers’ Union of Ireland.
Sie war eine engagierte Suffragette und setzte sich wiederholt für die Aufnahme des Frauenwahlrechts in die Home-Rule-Gesetzgebung ein.
Im Jahr 1921 heiratete sie Patrick Colgan, ein Mitglied der Irish Citizen Army und Führer der Workers’ Union of Ireland. Als sie nach Ballsbridge zogen, zog James Larkin zu ihnen und verbrachte seine letzten Lebensjahre in ihrer Wohnung. Sie starb 1949 in ihrem Haus und ist auf dem Glasnevin Cemetery begraben.